# Thomas Erdos
Thomas Erdos, né le 30 octobre 1963 à Rio de Janeiro, est un pilote automobile brésilien.

## Palmarès

### Résultats aux 24 Heures du Mans
| Année | Equipe                                  | Coéquipiers                     | Voiture              | Classe | Tours | Pos. | Class Pos. |
| ----- | --------------------------------------- | ------------------------------- | -------------------- | ------ | ----- | ---- | ---------- |
| 1995  | Team Marcos                             | Cor Euser Chris Hodgetts        | Marcos Mantara LM600 | GT2    | 133   | Abd. | Abd.       |
| 1996  | Team Marcos                             | Cor Euser Pascal Dro            | Marcos Mantara LM600 | GT2    | 40    | Abd. | Abd.       |
| 1997  | Newcastle United Lister                 | Julian Bailey Mark Skaife       | Lister Storm GTL     | GT1    | 77    | Abd. | Abd.       |
| 1999  | Chamberlain Engineering                 | Christian Vann Christian Gläsel | Chrysler Viper GTS-R | GTS    | 270   | 22e  | 9e         |
| 2003  | Graham Nash Motorsport Ray Mallock Ltd. | Mike Newton Pedro Chaves        | Saleen S7-R          | GTS    | 292   | 28e  | 6e         |
| 2004  | Ray Mallock Ltd.                        | Mike Newton Nathan Kinch        | MG-Lola EX257-AER    | LMP1   | 256   | Abd. | Abd.       |
| 2005  | Ray Mallock Ltd.                        | Mike Newton Warren Hughes       | MG-Lola EX264-Judd   | LMP2   | 305   | 20e  | 1re        |
| 2006  | Ray Mallock Ltd.                        | Mike Newton Andy Wallace        | MG-Lola EX264-AER    | LMP2   | 343   | 8e   | 1re        |
| 2007  | Ray Mallock Ltd.                        | Mike Newton Andy Wallace        | MG-Lola EX264-AER    | LMP2   | 251   | Abd. | Abd.       |
| 2008  | Ray Mallock Ltd.                        | Mike Newton Andy Wallace        | MG-Lola EX265-AER    | LMP2   | 100   | Abd. | Abd.       |
| 2009  | Ray Mallock Ltd.                        | Mike Newton Chris Dyson         | Lola B08/86-Mazda    | LMP2   | 273   | Abd. | Abd.       |
| 2010  | Ray Mallock Ltd.                        | Mike Newton Andy Wallace        | Lola B08/80-HPD      | LMP2   | 358   | 8e   | 3e         |
| 2011  | Ray Mallock Ltd.                        | Mike Newton Ben Collins         | HPD ARX-01d          | LMP2   | 314   | 12e  | 4e         |

### European Le Mans Series
| Année | Écurie            | Châssis      | Moteur                      | Classe | 1             | 2             | 3             | 4             | 5             | 6             | Position | Points |
| ----- | ----------------- | ------------ | --------------------------- | ------ | ------------- | ------------- | ------------- | ------------- | ------------- | ------------- | -------- | ------ |
| 2019  | United Autosports | Ligier JS P3 | Nissan VK50VE 5.0 L V8 Atmo | LMP3   | LEC gén: cls: | MON gén: cls: | BAR gén: cls: | SIL gén: cls: | SPA gén: cls: | ALG gén: cls: |          |        |

### Autres
- 1990 : Formule Renault anglaise, champion
- 2002 : Championnat britannique de GT, champion
- 2005 : Le Mans Series, vice-champion (catégorie LMP2)
- 2006 : Le Mans Series, vice-champion (catégorie LMP2)
- 2007 : Le Mans Series, champion (catégorie LMP2)